# Station Takaida (Kashiwara)
Station Takaida (高井田駅,  Takaida-eki) is een spoorwegstation in de Japanse stad Kashiwara. Het wordt aangedaan door de Yamatoji-lijn. Het station heeft twee sporen, gelegen aan twee zijperrons. 

## Treindienst

### JR West
| 1 | ■ Yamatoji-lijn | richting Ōji en Nara                |
| 2 | ■ Yamatoji-lijn | richting Tennōji, JR Namba en Ōsaka |

## Geschiedenis
Het station werd geopend in 1985. 

## Overig openbaar vervoer
Er bevindt zich een bushalte nabij het station. Er vertrekken bussen van Kintetsu.

## Stationsomgeving
- Yamato-rivier
- Kunitoyo-brug
- Sukunakawata-schrijn
- Geschiedkundig museum van Kashiwara
- Takaida-ziekenhuis

(Kansai-lijn<<) Kamo · Kizu · Narayama · Nara · Kōriyama · Yamato-Koizumi · Hōryūji · Ōji · Sangō · Kawachi-Katakami · Takaida · Kashiwara · Shiki · Yao · Kyūhōji · Kami · Hirano · Tōbu-Shijō-mae · Tennōji · Shin-Imamiya · Imamiya (>>Osaka-ringlijn) · JR Namba